# Дзвінець альпійський
Дзвінець альпійський (Rhinanthus riphaeus) — вид квіткових рослин родини вовчкових (Orobanchaceae).

## Біоморфологічна характеристика
Однорічна напівпаразитична трав’яниста рослина 5–50 см заввишки, із супротивними листками, зубчастими по краях і двогубими квітками. Віночок жовтий; верхня губа несе фіолетовий зуб; нижня губа вдвічі коротша за верхню. Плід — коробочка.

## Поширення
Австрія, Болгарія, Словаччина, Польща, Румунія, Україна.
В Україні вид росте на гірських альпійських та субальпійських луках — у Карпатах